# Borzni indeks
Borzni indeks (angleško stock index ali Stock market index) je sredstvo za merjenje vrednosti borznih vrednostnih papirjev. Izračuna se iz cen izbranih delnic. Pogosto se izračunava kot utežena povprečna vrednost. Investitorji z njim opisujejo razmere na trgu. Ker je borzni indeks izračunano število, z njim ni možno direktno trgovati. Vrednost uravnoteženih skladi se giblje podobno kot borzni indeks. Borzni posredniki radi uporabljajo kratka imena. Tako ima slovenski borzni indeks okrajšavo SBI, nemški DAX in angleški FTSE (izgovorjava futsi).